# Sala El Sol
El Sol es una discoteca y sala de conciertos de estilo ochentero que inició su actividad en 1979. Es conocida como la cuna de la movida madrileña.[cita requerida]

## Contexto histórico

### Previo a la inauguración de la sala
El 20 de noviembre de 1975 falleció Francisco Franco, quien instauró una dictadura en España durante casi cuarenta años. La muerte del dictador supuso el comienzo del camino hacia la democracia.
Años antes de que esto sucediera, la Comunidad Económica Europea (CEE) había manifestado que no aceptaría la adhesión de España mientras se mantuviera una forma de gobierno opuesta a los modelos de los países miembros. Por lo tanto, la transición a la democracia, en 1975, facilitó el desarrollo económico español.
En los años 60, en la sociedad española se vivió un éxodo rural masivo a las ciudades en busca de trabajo. Los jóvenes de la generación de los 70, criados en barrios obreros y desencantados con la política, buscaban una vía de expresión para su incertidumbre y frustración.

### Contemporáneo a la inauguración de la sala
La democracia fomentó los movimientos sociales y culturales; en conjunto conocidos como “la movida”, que tendría lugar en Madrid entre 1978 y 1985.
En 1979, se celebraron las primeras elecciones generales constitucionales en España tras la dictadura franquista. UCD obtuvo la victoria y Tierno Galván (defensor de la movida madrileña) fue elegido alcalde de Madrid.
La juventud invitaba a vivir el presente en libertad y se convirtió en el foco del discurso político de la época, obteniendo atención, incluso, de medios de comunicación internacionales.

## Historia de la sala
A finales de 1979, Antonio Gastón decide abandonar su carrera como arquitecto para abrir un garito en Madrid. En su última entrevista, antes de fallecer en 2011, comentó que «Todos me tomaban por loco cuando escogí una calle al lado de Montera. En esa época el centro estaba muy abandonado y abundaba la delincuencia. Sin embargo, yo pensaba que Madrid evolucionaría y que la zona cercana a Gran Vía se convertiría en lo mejor, como sucede en cualquier capital europea».
Desde el primer día de apertura Gastón repartió carnets de socio entre las personalidades más conocidas de la época de todos los sectores. Escogió a figuras del cine como Pedro Almodóvar, Iván Zulueta, Marisa Paredes o Imanol Arias, conocidos de la literatura como Eduardo Haro Ibars o Vicente Molina Foix, de las artes plásticas Fernando Vijande o El Hortelano, de la moda y de la nobleza como Eugenia Martínez de Irujo. Eligió también a cantantes como el conocido Joaquín Sabina.
El actual director de la sala, David Novaes, explicó en una entrevista para El Mundo que «Al principio era una sala de fiestas muy sofisticada, casi un club privado, porque la prioridad eran los socios», por lo que los carnets que distribuyó Gastón en su día fueron de gran utilidad; daban acceso al palco para ver mejor las actuaciones y un descuento del cincuenta por ciento en las consumiciones.
El Sol abrió sus puertas como club nocturno en plena Transición española, por lo que se convirtió en un establecimiento con una clientela muy variada, pero todos ellos tenían en común el deseo de libertad después de la dictadura franquista (1939-1975).
Según contaba Gastón en su última entrevista «Venían todo tipo de personas, de todas las clases sociales, podía estar un facha al lado de un socialista tomándose una copa. Desde el principio yo dejaba consumir marihuana, incluso hice que la señora del guardarropa tuviera siempre un cestito con papelillos de fumar de regalo para los clientes».
Actualmente, El Sol mantiene su esencia pop-roquera y no falta la música urbana o las apuestas más innovadoras. Las madrugadas de los fines de semana se caracterizan por el predominio de la música electrónica. Ha recibido numerosos reconocimientos nacionales e internacionales, además de ser la primera sala de conciertos en obtener la distinción de Placa Memoria de la ciudad de Madrid, todo ello gracias a la calidad de su programación, el trato profesional y la cercanía con los artistas y el público.
La decoración de El Sol ha llamado la atención de muchas personas a lo largo de sus más de 40 años de actividad; ha aparecido en cientos de reportajes, sesiones de fotos, videoclips, series y películas.
El local fue obligado a echar el cierre en 2020 debido a la pandemia por la COVID-19, por lo que se mantuvo inactivo hasta abril de 2021, cuando volvió a abrir sus puertas al público a pesar de las restricciones y medidas sanitarias de prevención contra el virus.

## 40 aniversario
La celebración del 40 aniversario de El Sol, en 2019, fue calificada por los propios dueños como un hecho insólito no solo en España, sino en Europa. Se organizaron tres meses de conciertos en directo y sesiones de música electrónica para demostrar cuál era y es la esencia de la sala.
El ocio nocturno y la música han evolucionado notablemente a lo largo de estas cuatro décadas, por ello no se esperaba que una sala de esas características fuera a ser capaz de mantenerse activa adaptándose a los cambios de las distintas generaciones.

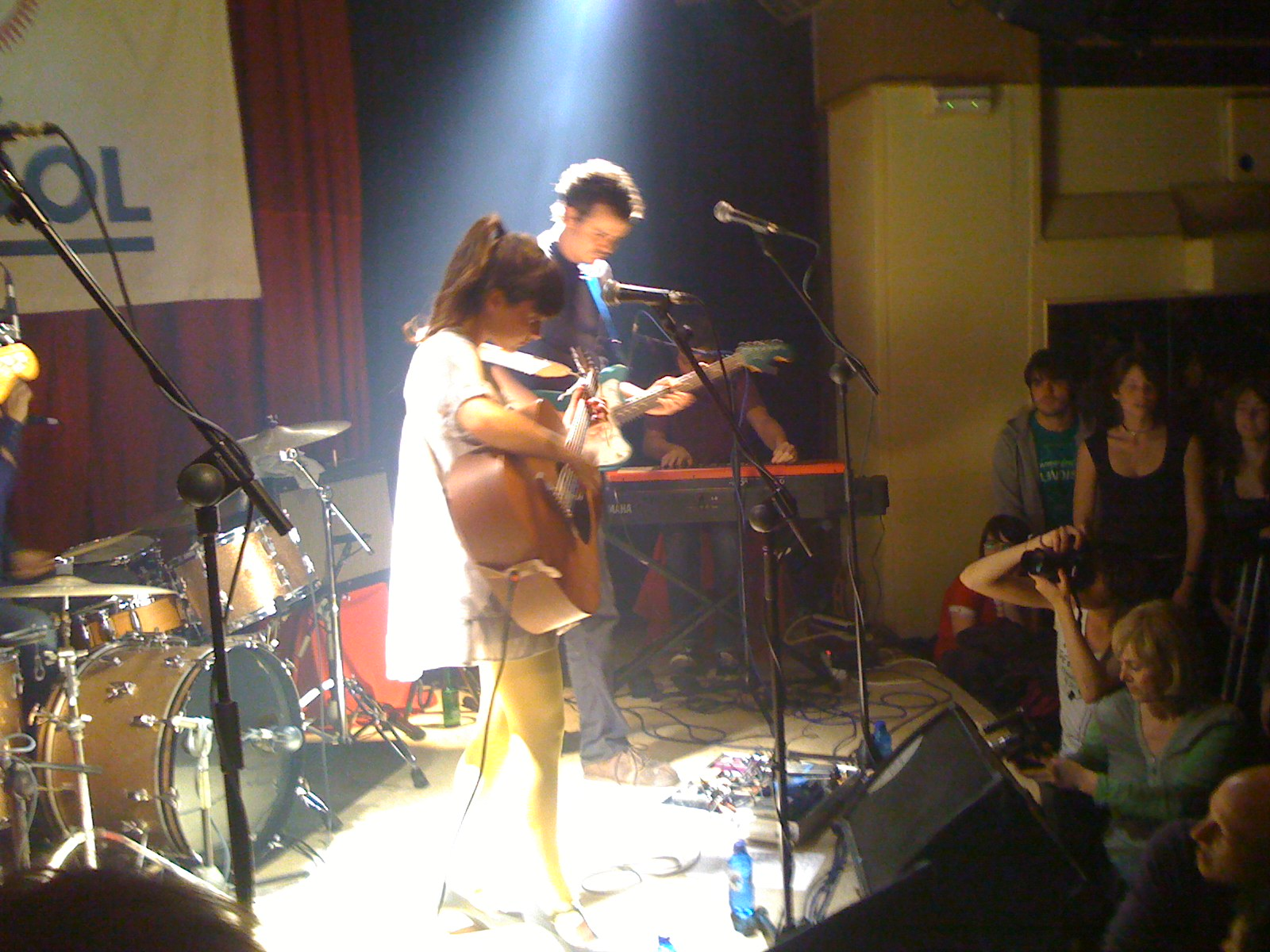
Russian Red en la sala El Sol

Su aspecto teatral y cabaretero (con palcos y cortinas) fomenta el espectáculo con cierta picardía. Los numerosos espejos, el neón de color rosa, los techos altos y la escalera de caracol son imprescindibles para la imagen de El Sol aportando comodidad y diversión. Así, estos elementos contribuyen a que no cese la entrada de clientes tras 40 años de shows.

## Actuaciones relevantes entre los siglosXXyXXI
En su escenario han actuado desde Gabinete Caligari a Rosalía.
El Sol es historia de la música pop española y de la vida nocturna de la capital de los últimos cuarenta años.
Se inauguró el 9 de octubre de 1979 con un concierto de Nacha Pop, en el que presentarían su emblemática canción “La chica de ayer”, y pronto se convirtió en el lugar más concurrido por los protagonistas de la movida madrileña, tales como Alaska y los Pegamoides, Los Secretos, PVP o Radio Futura.
Al comienzo de la década de los ochenta llegaron bandas como Los Ronaldos o Siniestro Total. A partir de los años 90, tuvieron lugar sesiones de Los Planetas, El Canto del Loco, Fangoria, Sidonie, Amaral, Pereza o Carolina Durante.

## Directores de la sala
El inicio de la década de los 90 fue complicado para El Sol, estaba perdiendo popularidad debido al auge de la música indie entre la juventud. En 1993, Antonio Gastón le trasladó su puesto de director a Nacho Moreno, quien aportaría mucha vida a la sala y programaría multitud de conciertos. En esta nueva etapa para El Sol comenzaron las actuaciones de artistas internacionales, como Weezer, Moby, Jackson Browne, Ben Harper, The Corrs, Flamin’Groovies…
Durante 24 años no cesaron los shows hasta que, en 2017, Nacho Moreno le pasó el relevo a Miguel Calvete junto a David Novaes, quienes eran fundadores de la sala Siroco y en la actualidad permanecen como responsables de la sala El Sol.